# جوزيف فانك
جوزيف فانك (بالإنجليزية: Joseph Funk)‏ هو ملحن أمريكي، ولد في 6 أبريل 1778، وتوفي في 24 ديسمبر 1862.

## وصلات خارجية
- جوزيف فانك على موقع ميوزك برينز (الإنجليزية)